# American Music Awards de 1995
O American Music Awards de 1995 ocorreu em 30 de janeiro de 1995, no Shrine Auditorium, em Los Angeles, nos Estados Unidos. A cerimônia foi apresentada pelo cantor galês Tom Jones, pela cantora estadunidense de musica country Lorrie Morgan, e pela rapper e atriz norte-americana Queen Latifah. A premiação reconheceu os álbuns e artistas mais populares do ano de 1994.

## Performances
| Artista                                                     | Canção                                                                             | Apresentado por                       |
| ----------------------------------------------------------- | ---------------------------------------------------------------------------------- | ------------------------------------- |
| Little Richard The Go-Go's                                  | "Tutti Frutti"[a]                                                                  | Tom Jones                             |
| Celine Dion                                                 | "The Power of Love"                                                                | Lorrie Morgan                         |
| Jamie King[b]                                               | The Purple medley: "Batdance" "When Doves Cry" "Kiss" "Cream" "1999" "Purple Rain" | Nona Gaye                             |
| Prince                                                      | "I Hate U" "319" "Billy Jack Bitch"                                                | Nona Gaye                             |
| Boyz II Men                                                 | "On Bended Knee"                                                                   | Tom Jones Lorrie Morgan               |
| Crash Test Dummies                                          | "Mmm Mmm Mmm Mmm"                                                                  | Lorrie Morgan                         |
| Page and Plant[c]                                           | "Black Dog"                                                                        | Tom Jones Queen Latifah               |
| Madonna Babyface                                            | "Take a Bow"                                                                       | Tom Jones                             |
| Tom Jones                                                   | "I Wanna Get Back with You"                                                        | Queen Latifah Lorrie Morgan           |
| Black Men United                                            | "U Will Know"                                                                      | Queen Latifah Lorrie Morgan           |
| Harry Belafonte Quincy Jones Kenny Rogers Todos os artistas | "We Are the World"[d]                                                              | Tom Jones Lorrie Morgan Queen Latifah |

Notas
- a  Comemoração de 40 anos da canção "Tutti Frutti".
- b  Coreografia e direção.
- c  Transmitido ao vivo de Londres, na Inglaterra.
- d  Comemoração de 10 anos da canção "We Are the World".

## Vencedores e indicados
Os vencedores estão listados em negrito.
| Cantor de Pop/Rock (apresentado por Paula Abdul e H-Town)                     | Cantora de Pop/Rock (apresentado por Frankie Valli e Manhattan Transfer)                                                          |
| ----------------------------------------------------------------------------- | --- |
| - Michael Bolton - Bryan Adams - Meat Loaf                                    | - Mariah Carey - Janet Jackson - Bonnie Raitt                                                                                     |
| Banda/Dupla/Grupo de Pop/Rock (apresentado por Vince Gill e Amy Grant)        | Álbum de Pop/Rock (apresentado por David Foster e Pat Benatar)                                                                    |
| - Ace of Base - Pink Floyd - Stone Temple Pilots                              | - O Rei Leão (Trilha Sonora Original) – Vários Artistas - Music Box – Mariah Carey - August and Everything After – Counting Crows |
| Arista Revelação de Pop/Rock (apresentado por Michael Bolton e Roberta Flack) | Single de Pop/Rock (apresentado por Tom Jones, Queen Latifah, e Lorrie Morgan)                                                    |
| - Ace of Base - All-4-One - Counting Crows                                    | - "I'll Make Love To You" – Boyz II Men - "The Sign" – Ace of Base - "The Power of Love" – Céline Dion                            |
| Cantor de Country (apresentado por The Go-Go's)                               | Cantora de Country (apresentado por Tracy Lawrence e John Michael Montgomery)                                                     |
| - Garth Brooks - Vince Gill - Alan Jackson                                    | - Reba McEntire - Mary Chapin Carpenter - Lorrie Morgan                                                                           |
| Banda/Dupla/Grupo de Country (apresentado por Sheila E. e Mark Chesnutt)      | Álbum de Country (apresentado por Brooks & Dunn)                                                                                  |
| - Alabama - Brooks & Dunn - Little Texas                                      | - Read My Mind – Reba McEntire - Who I Am – Alan Jackson - Common Thread: The Songs of the Eagles – Vários Artistas               |
| Artista Revelação de Country (apresentado por Clint Black e Aaliyah)          | Single de Country (apresentado por Joey Lawrence e Faith Hill)                                                                    |
| - Tim McGraw - Faith Hill - The Mavericks                                     | - "Whenever You Come Around" – Vince Gill - "Indian Outlaw" – Tim McGraw - "I Swear" – John Michael Montgomery                    |
| Cantor de Soul/R&B (apresentado por Don Was e Brian Wilson)                   | Cantora de Soul/R&B (apresentado por Crystal Waters e Florence Larue)                                                             |
| - Babyface - Tevin Campbell - Prince                                          | - Anita Baker - Toni Braxton - Janet Jackson                                                                                      |
| Banda/Dupla/Grupo de Soul/R&B (apresentado por All-4-One)                     | Álbum de Soul/R&B (apresentado por Warren G e Snoop Dogg)                                                                         |
| - Boyz II Men - Jodeci - Salt-N-Pepa                                          | - Toni Braxton – Toni Braxton - Music Box – Mariah Carey - 12 Play – R. Kelly                                                     |
| Artista Revelação de Soul/R&B (apresentado por Salt-N-Pepa)                   | Single de Soul/R&B (apresentado por Jon Secada e Barbara Mandrell)                                                                |
| - All-4-One - Aaliyah - Warren G                                              | - "I'll Make Love To You" – Boyz II Men - "I Swear" – All-4-One - "Whatta Man" – Salt-N-Pepa and En Vogue                         |
| Artista de Rap/Hip-Hop (apresentado por Herbie Hancock e Heavy D)             | Artista Adulto Contemporâneo (apresentado por Kenny G e Joshua Kadison)                                                           |
| - Snoop Dogg - Salt-N-Pepa - Warren G                                         | - Michael Bolton - Boyz II Men - Mariah Carey                                                                                     |
| Artista de Musica Alternativa (apresentado por Seal e Brandy)                 | Artista de Heavy Metal/Hard Rock (apresentado por Alice Cooper e Mary J. Blige)                                                   |
| - Counting Crows - Green Day - Nine Inch Nails                                | - Nirvana - Pearl Jam - Stone Temple Pilots                                                                                       |
| Prêmio Artista Internacional (apresentado por Tom Jones e Queen Latifah)      | Prêmio de Mérito (apresentado por Nona Gaye)                                                                                      |
| Led Zeppelin                                                                  | Prince |